# Macreupelmus brasiliensis
Macreupelmus brasiliensis är en stekelart som beskrevs av William Harris Ashmead 1896. Macreupelmus brasiliensis ingår i släktet Macreupelmus och familjen hoppglanssteklar. Inga underarter finns listade i Catalogue of Life.